# Grattacieli di Milano

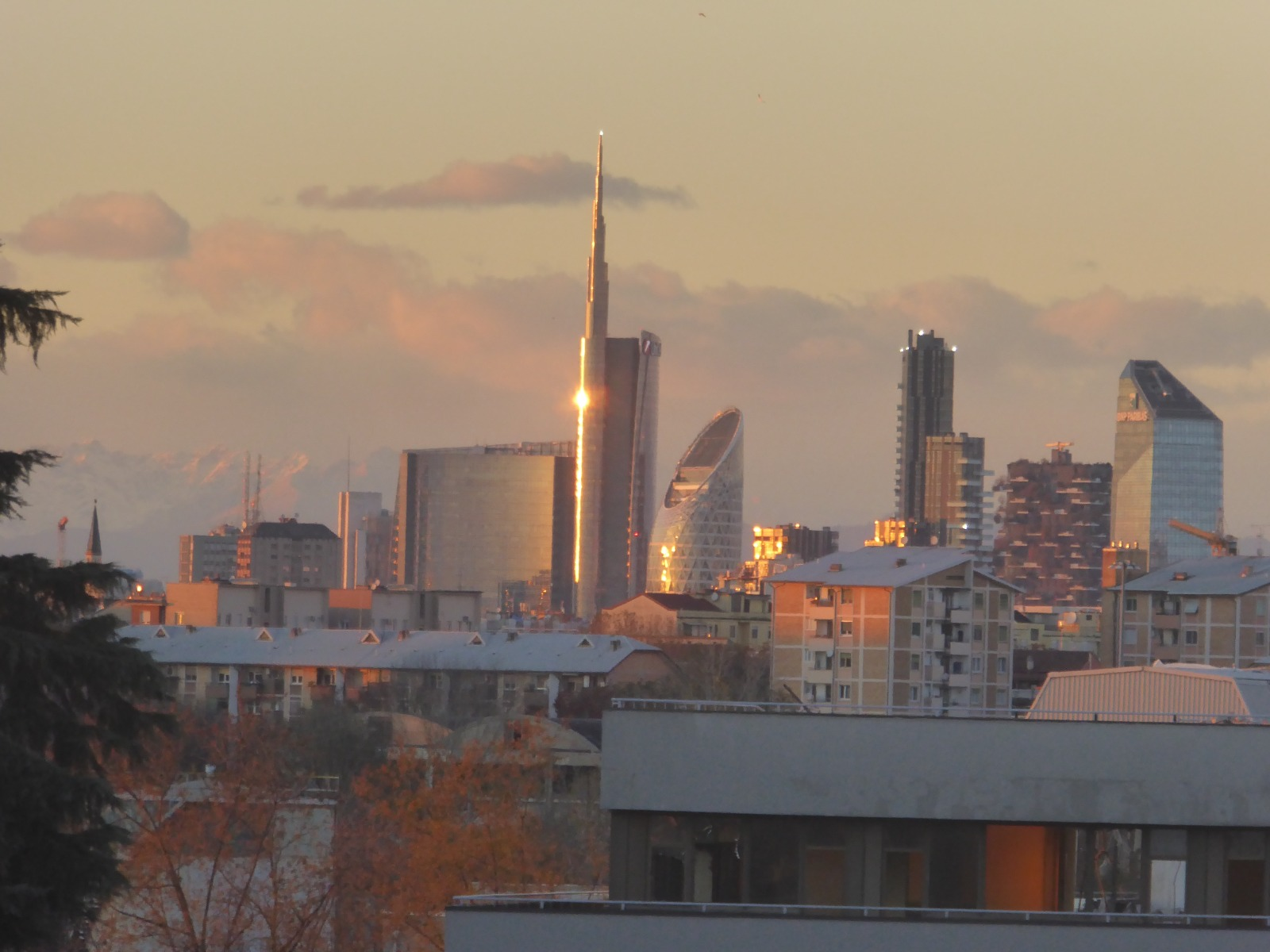
Grattacieli della zona Porta Nuova

I grattacieli di Milano sono gli edifici a torre, in cui è preponderante lo sviluppo verticale, presenti nella città lombarda di Milano. Nel paesaggio urbano milanese spicca la Torre UniCredit che, con i suoi 231 metri d'altezza è il grattacielo più alto d'Italia. I loro antenati sono le antiche torri di Milano, erette già a partire dall'epoca romana.

## Cronistoria

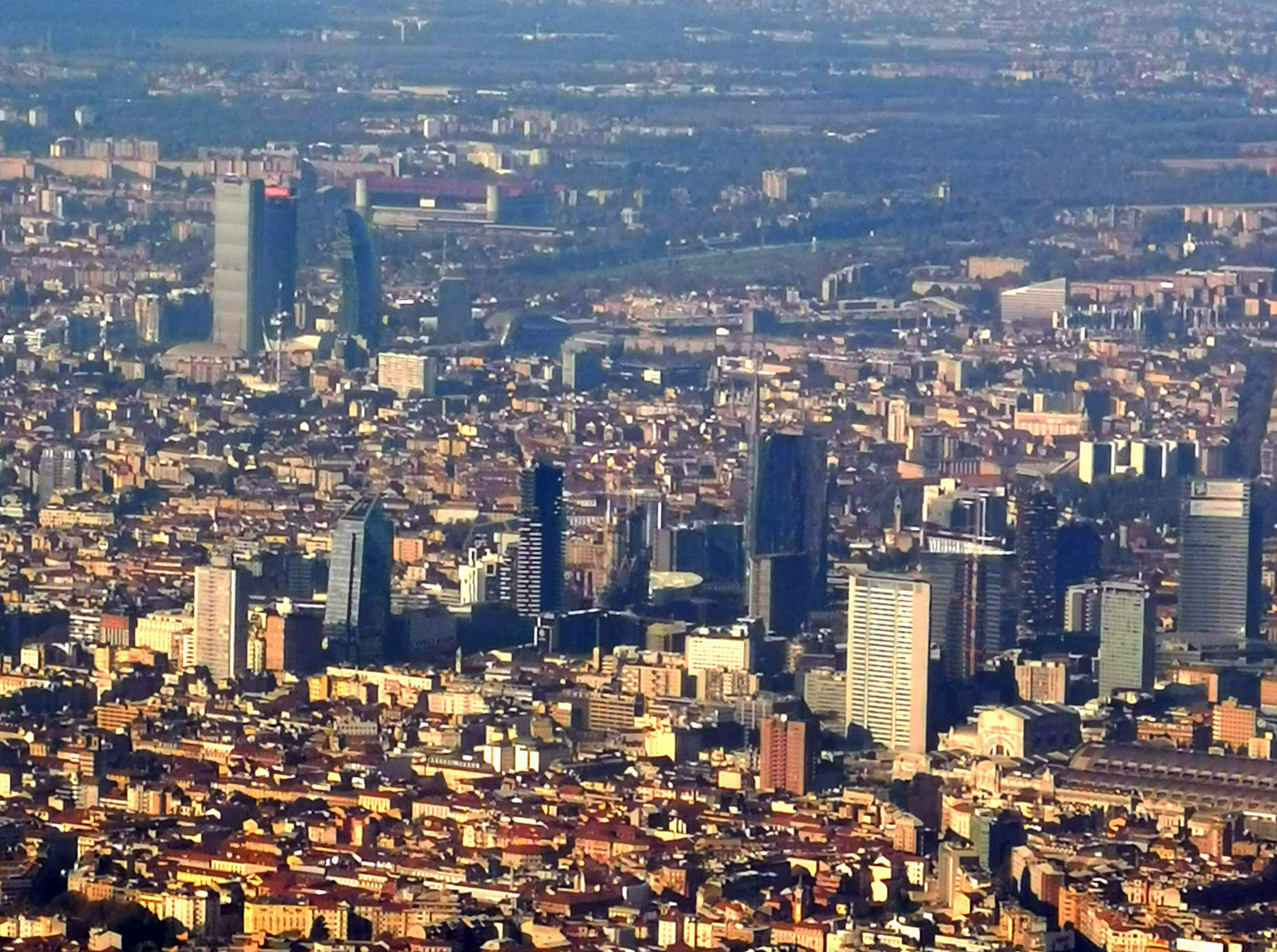
Vista aerea dei grattacieli di Milano

- 1909: progetto di un edificio commerciale con una torre di 13 piani per 50 metri d'altezza ad opera di Achille Manfredini, noto come Grattanuvole (mai realizzato).
- 1923: i primi edifici a essere chiamati "grattacieli" a Milano sono i cosiddetti Grattacieli di Piazza Piemonte. Per costruirli, essendo alti 38 metri per otto piani, fu necessario ottenere una deroga al piano regolatore dell'epoca che imponeva l'altezza massima degli edifici in 28 m[2][3][4].
- 1933: sorge il Palazzo dei Sindacati dell'Industria, oggi Palazzo della Camera del Lavoro: la torre centrale è alta 48 m e viene chiesta deroga al piano regolatore;
- 1935: costruzione della Torre Rasini di Porta Venezia[5], alta 50 metri.
- 1936: la Torre Locatelli di piazzale Fiume (oggi piazza della Repubblica) raggiunge i 67 metri[6].
- 1937: la Torre Snia Viscosa di piazza San Babila sfiora i 60 metri d'altezza[7].
- 1952: nello stesso anno vengono terminati il Centro Svizzero (80 m) e la Torre Monforte di via Mascagni (78/79 m).
- 1954: completamento della Torre Breda, progettata da Eugenio ed Ermenegildo Soncini e Luigi Mattioni[8], con i suoi 137 (113 senza l'antenna) metri per 31 piani diventa il primo grattacielo a superare l'altezza della Madonnina a Milano (109 m) e per quattro anni l'edificio abitabile più alto d'Italia.
- 1958: viene realizzato un altro grattacielo simbolo dello skyline milanese, la Torre Velasca, di 109 m, destinata per i primi 18 piani a uffici e negozi e per i successivi 8 ad appartamenti. È il più alto dei grattacieli presenti all'interno dei vecchi bastioni spagnoli ed è ancora tra i 20 grattacieli più alti di Milano.
- 1959: viene costruita la Torre Galfa, che con i suoi 111 metri si attesta subito dopo la Torre Breda.
- 1960: in piazza Duca d'Aosta su progetto di Giò Ponti nasce uno dei grattacieli simbolo di Milano e grande rappresentante del boom economico italiano, il Grattacielo Pirelli, chiamato affettuosamente dai milanesi "Pirellone". Con i suoi 128 metri e 31 piani, è rimasto per 40 anni il più alto grattacielo d'Italia, superato nel 1994 dalla Torre Telecom Italia di Napoli, alta solo 1,5 metri in più. È tutt'oggi l'undicesimo edificio più alto di Milano e uno dei più alti al mondo in calcestruzzo armato. Fino al 2010 ha ospitato la giunta e parte degli uffici della Regione Lombardia, poi spostati nel nuovo Palazzo Lombardia. Attualmente ospita il Consiglio regionale della Lombardia. Il Pirelli è stato internazionalmente acclamato e diversi grattacieli nel mondo vi hanno preso ispirazioni, su tutti il MetLife Building di New York, costruito cinque anni dopo. Nel 2005 ha subito un restauro conservativo.
- 1992-1994: a fianco della Stazione Garibaldi vengono completate le due Torri FS, entrambe alte 100 m. Nel 2010 sono state interessate da un massiccio rifacimento delle pareti esterne (recladding) completato nel 2012.
- 2010: viene completato il Palazzo Lombardia, alto 163 m per 39 piani. A partire dal 2010 vi si trasferiscono la giunta della Regione e tutti gli uffici della Regione Lombardia dispersi in città.
- 2009-2019: il nuovo progetto Porta Nuova ha portato una rivoluzione nella skyline meneghina. Nuove e alte torri entrano a far parte del panorama cittadino. Il complesso progettato da César Pelli, ovvero la Torre UniCredit, è formato da tre torri disposte a cerchio, con altezza rispettivamente di 231, 100 e 50 metri. La Torre Solaria, dall'alto dei suoi 152 metri, è invece il più alto edificio residenziale d'Italia. Fanno parte del progetto anche il Bosco verticale e la Torre Diamante, il più alto edificio in acciaio in Italia.
- 2010-2019: nell'ex area della fiera campionaria sorge il quartiere CityLife, che prevede tre grattacieli, progettati per essere iconici nel loro insieme. Si tratta della Torre Allianz, della Torre Generali e della Torre Libeskind, rispettivamente di 260, 192 e 176 metri.

## Elenco dei grattacieli

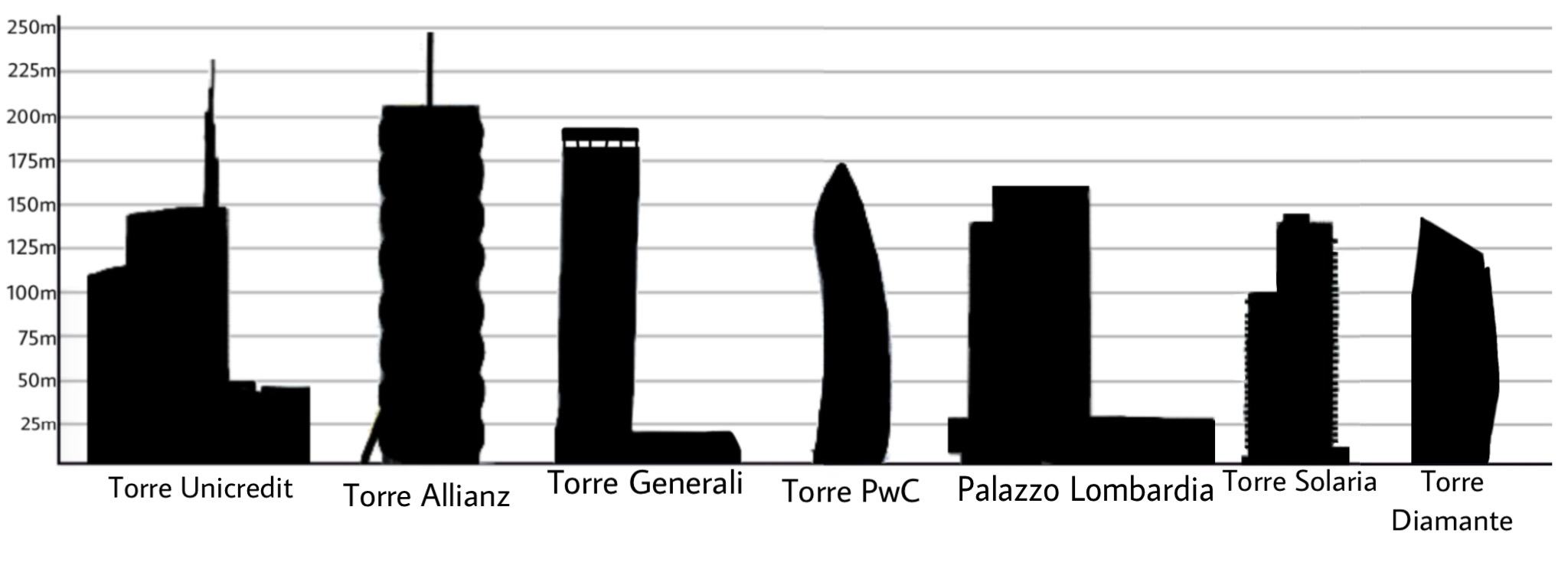
Grattacieli più alti di Milano

Gli edifici sono elencati secondo il criterio dell'altezza strutturale ovvero punto più alto della costruzione integrato nella struttura escluse antenne per le telecomunicazioni. La guglia della Torre UniCredit è un elemento strutturale e non un'antenna. Sulla Torre Allianz è invece presente un'antenna per telecomunicazioni della RAI.
     Grattacieli in riqualificazione
| Pos. | Immagine | Nome                                 | Quartiere          | Anno | Altezza (m) | N° piani | Architetto                                                         | Costruttore                                                   | Proprietario                                                                  | Utilizzo          |
| ---- | -------- | ------------------------------------ | ------------------ | ---- | ----------- | -------- | ------------------------------------------------------------------ | ------------------------------------------------------------- | ----------------------------------------------------------------------------- | ----------------- |
| 1    |          | Torre Unicredit                      | Centro Direzionale | 2011 | 231         | 31       | César Pelli                                                        | Colombo Costruzioni                                           | COIMA                                                                         | Ufficio           |
| 2    |          | Torre Allianz                        | CityLife           | 2015 | 210         | 50       | Arata Isozaki                                                      | Colombo Costruzioni                                           | Allianz                                                                       | Ufficio           |
| 3    |          | Torre Hadid                          | CityLife           | 2017 | 194         | 44       | Zaha Hadid                                                         | CMB                                                           | Assicurazioni Generali                                                        | Ufficio           |
| 4    |          | Torre Libeskind                      | CityLife           | 2020 | 176         | 31       | Daniel Libeskind                                                   | CMB                                                           | PricewaterhouseCoopers                                                        | Ufficio           |
| 5    |          | Palazzo Lombardia                    | Centro direzionale | 2010 | 163         | 43       | Pei Cobb Freed & Partners; Caputo Partnership; Sistema Duemila.    | Infrastrutture Lombarde                                       | Regione Lombardia                                                             | Ufficio           |
| 6    |          | Torre Solaria                        | Centro direzionale | 2013 | 143         | 34       | Bernardo Fort-Brescia (Arquitectonica)                             | CMB                                                           | COIMA                                                                         | Residenze         |
| 7    |          | Torre Diamante                       | Centro direzionale | 2012 | 142         | 30       | Kohn Pedersen Fox                                                  |                                                               | COIMA                                                                         | Ufficio           |
| 8    |          | Grattacielo Pirelli                  | Centro direzionale | 1960 | 128         | 32       | Gio Ponti; Pier Luigi Nervi (Ingegnere)                            | Pirelli & C. SpA (committente e appaltatore)                  | Regione Lombardia e Comune di Milano                                          | Ufficio           |
| 9    |          | Torre UnipolSai                      | Centro direzionale | 2023 | 125         | 23       | Mario Cucinella Architechs                                         |                                                               | Unipol                                                                        | Ufficio           |
| 10   |          | Torre Gioia 22                       | Centro direzionale | 2021 | 121         | 25       | Pelli Clarke Pelli: Gregg Jones                                    | COIMA                                                         | COIMA                                                                         | Ufficio           |
| 11   |          | Torre Breda                          | Porta Nuova        | 1955 | 116         | 31       | Eugenio Soncini e Ermenegildo Soncini, Luigi Mattioni              |                                                               |                                                                               | Ufficio/Residenze |
| 12   |          | Bosco Verticale - Torre De Castillia | Centro direzionale | 2014 | 111         | 26       | Boeri Studio: Stefano Boeri, Gianandrea Barreca, Giovanni La Varra | ZH Construction Company (fase 1) Colombo Costruzioni (fase 2) | Developer Hines Italia & COIMA Asset Manager COIMA SGR Property Manager COIMA | Residenze         |
| 13   |          | Torre Velasca                        | Piazza Velasca     | 1958 | 106         | 26       | L. Belgiojoso, E. Peressutti, E. N. Rogers, A. Danusso (ingegnere) | Sogene                                                        | Hines (acquistata la proprietà nel gennaio 2020 da Unipol)                    | Ufficio/Residenze |
| 14   |          | Torre Galfa                          | Centro direzionale | 1959 | 102         | 31       | Melchiorre Bega                                                    | CMB                                                           | Unipol                                                                        | Residenze/Hotel   |
| 15   |          | Torre Garibaldi A                    | Centro direzionale | 1992 | 100         | 25       | Laura Lazzari e Giancarlo Perrotta                                 |                                                               | Beni Stabili                                                                  | Ufficio           |
| 16   |          | Torre Garibaldi B                    | Centro direzionale | 1992 | 100         | 25       | Laura Lazzari e Giancarlo Perrotta                                 |                                                               | Beni Stabili                                                                  | Ufficio           |
| 17   |          | Torre UniCredit B                    | Centro direzionale | 2012 | 100         | 23       | César Pelli                                                        | Colombo Costruzioni                                           | COIMA                                                                         | Ufficio           |

Il seguente elenco comprende grattacieli con un’altezza inferiore ai 100 metri e palazzi con un’altezza sopra la media ma comunque non sufficiente per essere considerata quella di un grattacielo
| Pos. | Nome                                    | Quartiere          | Anno                          | Altezza (m) | N° piani | Architetto                                                          | Proprietario                                                                  | Tipo              | Uso                  |
| ---- | --------------------------------------- | ------------------ | ----------------------------- | ----------- | -------- | ------------------------------------------------------------------- | ----------------------------------------------------------------------------- | ----------------- | -------------------- |
| 18   | Gemini Center A                         | Lorenteggio        | 1995                          | 96          | 21       | Rolando Gantes e Roberto Morisi                                     |                                                                               | Grattacielo       | Ufficio              |
| 19   | Gemini Center B                         | Lorenteggio        | 1995                          | 96          | 21       | Rolando Gantes e Roberto Morisi                                     |                                                                               | Grattacielo       | Ufficio              |
| 20   | BH4 Hotel                               | Zona Stephenson    | 2011                          | 94          | 25       | Studio Marzorati Architettura                                       | Alinvest e Boscolo Hotels                                                     | Grattacielo       | Hotel                |
| 21   | Torre Servizi Tecnici Comunali          | Centro Direzionale | 1966                          | 90          | 26       | Renato Bazzoni, Luigi Fratino, Vittorio Gandolfi, Aldo Putelli      |                                                                               | Grattacielo       | Ufficio              |
| 22   | Giax Tower                              | Dergano            | 2014                          | 90          | 27       | Sandra e Giovanni Gelmetti                                          |                                                                               | Grattacielo       | Residenziale         |
| 23   | Torre di Porta Romana                   | Porta Romana       | 1965                          | 89          | 23       | Paolo Chiolini                                                      |                                                                               | Grattacielo       | Residenziale         |
| 24   | Torre Milano                            | Maggiolina         | 2022                          | 86          | 25       | Studio Beretta Associati                                            | Nessi & Majocchi                                                              | Grattacielo       | Residenziale         |
| 25   | Irccs Galeazzi                          | MIND               | 2022                          | 85          | 16       | Binini Partners                                                     |                                                                               | Grattacielo       | Ospedale             |
| 26   | Social Village 4                        | Cascina Merlata    | 2021                          | 84          | 25       |                                                                     |                                                                               | Grattacielo       | Residenziale         |
| 27   | Città contemporanea 2.0                 | Cascina Merlata    | 2021                          | 83          | 24       | Antonio Citterio & Patricia Viel                                    |                                                                               | Grattacielo       | Residenziale         |
| 29   | Torre Aria                              | Centro direzionale | 2013                          | 80          | 17       | Bernardo Ford-Brescia (Arquitectonica)                              |                                                                               | Grattacielo       | Residenziale         |
| 30   | Centro Svizzero                         |                    | 1952                          | 80          | 21       | Armin Meili, Giovanni Romano                                        |                                                                               | Grattacielo       | Ufficio              |
| 31   | Torre al Parco in via Revere            | Sempione           | 1956                          | 80          | 20       | Vico Magistretti, F. Longoni                                        |                                                                               | Gadola            | Residenziale         |
| 32   | Torre di Baggio 1                       | Baggio             | ?                             | 80          | 19       |                                                                     |                                                                               |                   | Residenziale         |
| 33   | Torre di Baggio 2                       | Baggio             | ?                             | 80          | 19       |                                                                     |                                                                               |                   | Residenziale         |
| 34   | Torre di Baggio 3                       | Baggio             | ?                             | 80          | 19       |                                                                     |                                                                               |                   | Residenziale         |
| 35   | Torre di Baggio 4                       | Baggio             | ?                             | 80          | 19       |                                                                     |                                                                               |                   | Residenziale         |
| 36   | RCS Headquarters                        | Crescenzago        | 2007                          | 80          | 21       | Stefano Boeri                                                       | RCS Mediagroup                                                                |                   | Ufficio              |
| 37   | Torre Monforte                          | Porta Manforte     | 1952                          | 78          | 18       |                                                                     |                                                                               |                   | Residenziale         |
| 38   | World Join Center                       | Fiera Campionaria  | 2009                          | 78          | 20       | Studio Urbam (Antonio Intiglietta e Maurizio Filotto) e Marco Cerri | Simon                                                                         |                   | Ufficio              |
| 39   | East UpTown                             | Cascina Merlata    | 2022                          | 78          | 24       |                                                                     |                                                                               |                   | Residenziale         |
| 40   | Torre Dacia                             | Quartiere Adriano  | 2011                          | 77          | 22       | Paolo Caputo (Caputo Partnership)                                   |                                                                               |                   | Residenziale         |
| 41   | Bosco Verticale - Torre Confalonieri    | Centro Direzionale | 2014                          | 76          | 18       |                                                                     | Developer Hines Italia & COIMA Asset Manager COIMA SGR Property Manager COIMA |                   | Residenziale         |
| 42   | Corso Como Place (ex Bonnet)            | Porta Garibaldi    | 1962 (riqualificata nel 2021) | 75          | 20       |                                                                     |                                                                               |                   | Ufficio              |
| 43   | Torre Turati 2                          |                    | 1960                          | 75          | 23       | Luigi Mattioni                                                      |                                                                               |                   | Residenziale/ufficio |
| 44   | Torre Turati                            |                    | 1968                          | 75          | 19       | Giovanni Muzio, L. Muzio                                            |                                                                               |                   | Residenziale/ufficio |
| 45   | Torre di Adriano                        | Quartiere Adriano  | 2008                          | 75          | 21       |                                                                     |                                                                               |                   | Residenziale         |
| 46   | Torre Daimler                           | Cascina Merlata    | 2017                          | 75          | 23       |                                                                     |                                                                               |                   | Residenziale         |
| 47   | Torre Settimo Cielo                     | Lorenteggio        | 2006                          | 72          | 20       |                                                                     |                                                                               |                   | Residenziale         |
| 48   | Expo Village 1                          | Cascina Merlata    | 2015                          | 72          | 22       |                                                                     |                                                                               |                   | Residenziale         |
| 49   | Park West                               | Sella Nuova        | 2024                          | 72          | 16       | Mario Cucinella Architects                                          |                                                                               |                   | Ufficio              |
| 49   | Piazzatorre                             | Ca' Granda         | 2003                          | 70          | 18       |                                                                     |                                                                               |                   | Residenziale         |
| 50   | Torre Aurora                            | Portello           | 2021                          | 70          | 19       |                                                                     |                                                                               |                   | Residenziale         |
| 51   | Trilogy Towers                          | Cagnola            | 2023                          | 69          | 18       |                                                                     |                                                                               |                   | Residenziale         |
| 52   | Torre Solea                             | Centro direzionale | 2013                          | 69          | 15       | Paolo Caputo (Caputo Partnership)                                   |                                                                               |                   | Residenziale         |
| 53   | Torre Cosenz 1                          | Bovisa             | 2015                          | 68          | 19       |                                                                     |                                                                               |                   | Residenziale         |
| 54   | Torre Cosenz 2                          | Bovisa             | 2015                          | 68          | 19       |                                                                     |                                                                               |                   | Residenziale         |
| 55   | Palazzo Locatelli                       | Porta Nuova        | 1939                          | 67          | 16       | Mario Bacciocchi                                                    |                                                                               |                   | Residenziale         |
| 56   | Torre Antonini                          |                    | 2005                          | 67          | 16       | Gaetano Lisciandra                                                  |                                                                               |                   | Residenziale         |
| 57   | Pharo Business Center                   | Portello           | 2022                          | 67          | 16       | Park Associati                                                      |                                                                               | Kryalos SGR S.p.a | Ufficio              |
| 58   | Torre del Naviglio Grande 1             | San Cristoforo     | 1991                          | 66          | 16       |                                                                     |                                                                               |                   | Ufficio              |
| 59   | Torre del Naviglio Grande 2             | San Cristoforo     | 1991                          | 66          | 16       |                                                                     |                                                                               |                   | Ufficio              |
| 60   | Torre del Naviglio Grande 3             | San Cristoforo     | 1991                          | 66          | 16       |                                                                     |                                                                               |                   | Ufficio              |
| 61   | Torre del Naviglio Grande 4             | San Cristoforo     | 1991                          | 66          | 16       |                                                                     |                                                                               |                   | Ufficio              |
| 62   | Torre di Bruzzano 1                     | Bruzzano           | ?                             | 66          | 17       |                                                                     |                                                                               |                   | Residenziale         |
| 63   | Torre di Bruzzano 2                     | Bruzzano           | ?                             | 66          | 17       |                                                                     |                                                                               |                   | Residenziale         |
| 64   | Torre di Bruzzano 3                     | Bruzzano           | ?                             | 66          | 17       |                                                                     |                                                                               |                   | Residenziale         |
| 65   | Torre di Bruzzano 4                     | Bruzzano           | ?                             | 66          | 17       |                                                                     |                                                                               |                   | Residenziale         |
| 66   | Mangoni Tower                           | Porta Romana       | 2000                          | 65          | 20       | Luca Mangoni                                                        |                                                                               |                   | Residenziale         |
| 67   | Torre di Largo V° Alpini 1              | Parco Sempione     | 1950                          | 65          | 20       |                                                                     |                                                                               |                   | Residenziale         |
| 68   | Torre di Largo V° Alpini 2              | Parco Sempione     | 1950                          | 65          | 20       |                                                                     |                                                                               |                   | Residenziale         |
| 69   | Social Village 3                        | Cascina Merlata    | 2021                          | 65          | 19       |                                                                     |                                                                               |                   | Residenziale         |
| 70   | UNA Hotel Century                       | Centro direzionale | 1950                          | 65          | 20       |                                                                     |                                                                               |                   | Hotel                |
| 71   | Grattacielo Baselli (Biancamano)        | Parco Sempione     | 1953                          | 65          | 19       |                                                                     |                                                                               |                   | Residenziale         |
| 72   | Centro Diaz                             | Piazza Diaz        | 1958                          | 65          | 17       | Luigi Mattioni                                                      |                                                                               |                   | Ufficio              |
| 73   | Grattacielo Paradiso                    |                    | 1990                          | 65          | 21       |                                                                     |                                                                               |                   | Residenziale         |
| 74   | The Hub Hotel                           | Zona Stephenson    | 1990                          | 65          | 15       |                                                                     |                                                                               |                   | Hotel                |
| 75   | AC Hotel Milano                         | Porta Garibaldi    | 2006                          | 65          | 20       |                                                                     |                                                                               |                   | Hotel                |
| 76   | Torre di Adriano 1                      | Quartiere Adriano  | 2012                          | 65          | 19       |                                                                     |                                                                               |                   | Residenziale         |
| 77   | Torre di Adriano 2                      | Quartiere Adriano  | 2012                          | 65          | 19       |                                                                     |                                                                               |                   | Residenziale         |
| 78   | Social Village 3                        | Cascina Merlata    | 2021                          | 65          | 19       |                                                                     |                                                                               |                   | Residenziale         |
| 79   | Terminal Tower                          | San Cristoforo     | 2022                          | 65          | 18       | Renato Brambilla                                                    |                                                                               |                   | Residenziale         |
| 80   | Edificio INA                            |                    | 1958                          | 64          | 19       | Piero Bottoni                                                       |                                                                               |                   | Ufficio              |
| 81   | Torre di via Scheiwiller 1              | Corvetto           | 1976                          | 64          | 18       |                                                                     |                                                                               |                   | Residenziale         |
| 82   | Torre di via Scheiwiller 2              | Corvetto           | 1976                          | 64          | 18       |                                                                     |                                                                               |                   | Residenziale         |
| 83   | Torre di via Scheiwiller 3              | Corvetto           | 1976                          | 64          | 18       |                                                                     |                                                                               |                   | Residenziale         |
| 84   | Torre di via Scheiwiller 4              | Corvetto           | 1976                          | 64          | 18       |                                                                     |                                                                               |                   | Residenziale         |
| 85   | Torre Trianto                           |                    | 2003                          | 63          | 20       |                                                                     |                                                                               |                   | Residenziale         |
| 86   | Torre via Pirelli 19                    | Centro direzionale | 1950                          | 63          | 18       |                                                                     |                                                                               |                   | Residenziale         |
| 87   | Residenza via Prati                     | Fiera              | 2009                          | 62          | 16       |                                                                     |                                                                               |                   | Residenziale         |
| 88   | Torre Vespa                             |                    | 1959                          | 62          | 18       |                                                                     |                                                                               |                   | Residenziale         |
| 89   | Torre di via Don Rodrigo                | Binda              | 1960                          | 61          | 17       |                                                                     |                                                                               |                   | Residenziale         |
| 90   | Torre Greco 1                           | Greco              | 1970                          | 61          | 17       |                                                                     |                                                                               |                   | Residenziale         |
| 91   | Torre Greco 2                           | Greco              | 1970                          | 61          | 17       |                                                                     |                                                                               |                   | Residenziale         |
| 92   | Torre Greco 3                           | Greco              | 1970                          | 61          | 17       |                                                                     |                                                                               |                   | Residenziale         |
| 93   | Torre Fulvio Testi, 100                 | Bicocca            | 1976                          | 61          | 19       |                                                                     |                                                                               |                   | Residenziale         |
| 94   | Torre Fulvio Testi 110                  | Bicocca            | 1976                          | 61          | 19       |                                                                     |                                                                               |                   | Residenziale         |
| 95   | Torre IACP Martesana                    | Turro              | 1982                          | 61          | 18       |                                                                     |                                                                               |                   | Residenziale         |
| 96   | Torre Palazzo di Giustizia              | Guastalla          | 1940                          | 61          | ?        |                                                                     |                                                                               |                   | Ufficio              |
| 97   | Residenze Via Pinerolo 1                |                    |                               | 61          | 19       |                                                                     |                                                                               |                   | Residenziale         |
| 98   | Residenze Via Pinerolo 2                |                    |                               | 61          | 19       |                                                                     |                                                                               |                   | Residenziale         |
| 99   | Torre Ariberto                          | Porta Genova       | 1950                          | 60          | 19       |                                                                     |                                                                               |                   | Residenziale         |
| 100  | Hotel Michelangelo (Mi.C)               | Stazione Centrale  | 1960                          | 60          | 18       |                                                                     |                                                                               |                   | Hotel                |
| 101  | Torre Alleanza Assicurazioni            | Zona stephenson    | '80                           | 60          | 18       |                                                                     |                                                                               |                   | Ufficio              |
| 102  | Torre di via Gonin 1                    | Lorenteggio        | ?                             | 60          | 19       |                                                                     |                                                                               |                   | Residenziale         |
| 103  | Torre di via Gonin 2                    | Lorenteggio        | ?                             | 60          | 19       |                                                                     |                                                                               |                   | Residenziale         |
| 104  | Torre Stella 1                          | Portello           | 2009                          | 60          | 15       |                                                                     |                                                                               |                   | Residenziale         |
| 106  | Torre Bianca Gratosoglio 1              | Gratosoglio        | 1963                          | 60          | 18       |                                                                     |                                                                               |                   | Residenziale         |
| 107  | Torre Bianca Gratosoglio 2              | Gratosoglio        | 1963                          | 60          | 18       |                                                                     |                                                                               |                   | Residenziale         |
| 108  | Torre Bianca Gratosoglio 3              | Gratosoglio        | 1963                          | 60          | 18       |                                                                     |                                                                               |                   | Residenziale         |
| 109  | Torre Bianca Gratosoglio 4              | Gratosoglio        | 1963                          | 60          | 18       |                                                                     |                                                                               |                   | Residenziale         |
| 110  | Torre Bianca Gratosoglio 5              | Gratosoglio        | 1963                          | 60          | 18       |                                                                     |                                                                               |                   | Residenziale         |
| 111  | Torre Bianca Gratosoglio 6              | Gratosoglio        | 1963                          | 60          | 18       |                                                                     |                                                                               |                   | Residenziale         |
| 112  | Torre Bianca Gratosoglio 7              | Gratosoglio        | 1963                          | 60          | 18       |                                                                     |                                                                               |                   | Residenziale         |
| 113  | Torre Bianca Gratosoglio 8              | Gratosoglio        | 1963                          | 60          | 18       |                                                                     |                                                                               |                   | Residenziale         |
| 114  | Torre J                                 | Lorenteggio        | 2007                          | 60          | 12       |                                                                     |                                                                               |                   | Ufficio              |
| 115  | Vodafone Village                        | Lorenteggio        | 2012                          | 60          | 10       |                                                                     | COIMA e Meritz Financial Group                                                |                   | Ufficio              |
| 116  | Torre Fondazione Prada                  | Vigentino          | 2018                          | 60          | 9        |                                                                     |                                                                               |                   |                      |
| 117  | Torre della cultura                     | Quarto Oggiaro     | 2013                          | 60          | 15       |                                                                     |                                                                               |                   | Ufficio              |
| 118  | Sky Tower                               | Maggiolina         | 2021                          | 60          | 16       |                                                                     | Abitare In                                                                    |                   | Residenziale         |
| 119  | Torre dei Moro                          |                    | 2009                          | 60          | 18       |                                                                     |                                                                               |                   | Residenziale         |
| 120  | Torre Snia Viscosa                      | San Babila         | 1937                          | 59          | 15       | Alessandro Rimini                                                   | Snia Viscosa                                                                  |                   | Residenziale         |
| 121  | Residenze Libeskind                     | CityLife           | 2013                          | 59          | 13       | Daniel Libeskind                                                    |                                                                               |                   | Residenziale         |
| 122  | Torre Olivetti 1                        | Lorenteggio        | 1972                          | 59          | 15       |                                                                     |                                                                               |                   | Residenziale         |
| 123  | Torre Olivetti 2                        | Lorenteggio        | 1972                          | 59          | 15       |                                                                     |                                                                               |                   | Residenziale         |
| 124  | Torre Olivetti 3                        | Lorenteggio        | 1972                          | 59          | 15       |                                                                     |                                                                               |                   | Residenziale         |
| 125  | Torre Olivetti 4                        | Lorenteggio        | 1972                          | 59          | 15       |                                                                     |                                                                               |                   | Residenziale         |
| 126  | Edificio Vittoria Assicurazioni         | Portello           | 2014                          | 59          | 11       |                                                                     |                                                                               |                   | Ufficio              |
| 127  | 52 Greenway                             | Bullona            | 2013                          | 58          | 16       |                                                                     |                                                                               |                   | Residenziale         |
| 128  | Via G.B. Pirelli, 19                    | Centro direzionale | '50                           | 58          | 18       |                                                                     |                                                                               |                   | Residenziale         |
| 129  | The Westin Palace Milano                | Porta Nuova        | 1953                          | 58          | 14       |                                                                     | Westin (Starwood Hotels)                                                      |                   | Hotel                |
| 130  | Giardini d'Inverno                      | Centro direzionale | 2019                          | 57          | 16       |                                                                     |                                                                               |                   | Residenziale         |
| 131  | Palazzo Montecatini                     | Moscova            | 1938                          | 57          | 13       | Gio Ponti                                                           |                                                                               |                   | Ufficio              |
| 132  | Torre Porta Nord 1                      | Comasina           | 2019                          | 56          | 16       |                                                                     |                                                                               |                   | Residenziale         |
| 133  | Torre della Permanente                  | Porta Nuova        | 2024                          | 56          | 14       | Park Associati                                                      |                                                                               |                   | Ufficio              |
| 133  | S32                                     | Isola              | 2017                          | 56          | 13       |                                                                     |                                                                               |                   | Ufficio              |
| 134  | Expo Village 2                          | Cascina Merlata    | 2015                          | 56          | 17       |                                                                     |                                                                               |                   | Residenziale         |
| 135  | Torre Viale Monte Nero, 8               | Porta Romana       | 1954                          | 56          | 16       |                                                                     |                                                                               |                   | Residenziale         |
| 136  | Torre via Ceva 1                        | Bovisasca          | 1985                          | 56          | 18       |                                                                     |                                                                               |                   | Residenziale         |
| 137  | Torre via Ceva 2                        | Bovisasca          | 1985                          | 56          | 18       |                                                                     |                                                                               |                   | Residenziale         |
| 138  | Torre via Ceva 3                        | Bovisasca          | 1985                          | 56          | 18       |                                                                     |                                                                               |                   | Residenziale         |
| 139  | Residenze Hadid                         | CityLife           | 2013                          | 55          | 13       | Zaha Hadid                                                          |                                                                               |                   | Residenziale         |
| 140  | Residenze Tiziana                       | Quarto Oggiaro     | 2015                          | 55          | 16       |                                                                     |                                                                               |                   | Residenziale         |
| 141  | Torre Euromilano 1                      | Quarto Oggiaro     | 2006                          | 55          | 17       |                                                                     |                                                                               |                   | Residenziale         |
| 142  | Torre Euromilano 2                      | Quarto Oggiaro     | 2006                          | 55          | 17       |                                                                     |                                                                               |                   | Residenziale         |
| 143  | Torre Euromilano 3                      | Quarto Oggiaro     | 2006                          | 55          | 17       |                                                                     |                                                                               |                   | Residenziale         |
| 144  | Torre Euromilano 4                      | Quarto Oggiaro     | 2006                          | 55          | 17       |                                                                     |                                                                               |                   | Residenziale         |
| 145  | Torre Euromilano 5                      | Quarto Oggiaro     | 2006                          | 55          | 17       |                                                                     |                                                                               |                   | Residenziale         |
| 146  | Torre Euromilano 6                      | Quarto Oggiaro     | 2006                          | 55          | 17       |                                                                     |                                                                               |                   | Residenziale         |
| 147  | Torre di via Donizetti                  | Porta Manforte     | 1950                          | 55          | 16       |                                                                     |                                                                               |                   | Residenziale         |
| 148  | Via San Vittore, 36/1                   |                    |                               | 55          | 15       |                                                                     |                                                                               |                   | Residenziale         |
| 149  | SerlioSette                             | Corvetto           | 2023                          | 54          | 15       |                                                                     |                                                                               |                   | Residenziale         |
| 149  | Torre Parco                             | Comasina           | 2021                          | 54          | 13       |                                                                     |                                                                               |                   | Residenziale         |
| 150  | Torre di via Ripamonti 1                | Vigentino          | 1990                          | 54          | 12       |                                                                     |                                                                               |                   | Residenziale         |
| 151  | Torre di via Ripamonti 2                | Vigentino          | 1990                          | 54          | 12       |                                                                     |                                                                               |                   | Residenziale         |
| 152  | Torre di via Ripamonti 3                | Vigentino          | 1990                          | 54          | 12       |                                                                     |                                                                               |                   | Residenziale         |
| 153  | Torre di via Ripamonti 4                | Vigentino          | 1990                          | 54          | 12       |                                                                     |                                                                               |                   | Residenziale         |
| 154  | Torre di via Ripamonti 5                | Vigentino          | 1990                          | 54          | 12       |                                                                     |                                                                               |                   | Residenziale         |
| 155  | The Torch                               | Lorenteggio        | 2010                          | 54          | 10       |                                                                     |                                                                               |                   | Ufficio              |
| 156  | De Castillia 23 ("Il Rasoio")           | Centro direzionale | 2021                          | 53          | 12       |                                                                     | Unipol                                                                        |                   | Ufficio              |
| 157  | Torri Affori porta Nord 2               | Affori             | 2023                          | 53          | 15       |                                                                     |                                                                               |                   | Residenziale         |
| 158  | Treseizero 1                            | Quarto Oggiaro     | 2023                          | 53          | 14       |                                                                     |                                                                               |                   | Residenziale         |
| 159  | Treseizero 2                            | Quarto Oggiaro     | 2023                          | 53          | 14       |                                                                     |                                                                               |                   | Residenziale         |
| 158  | Torre Via Val Devero 19                 | Sella Nuova        | ?                             | 52          | 17       |                                                                     |                                                                               |                   | Residenziale         |
| 159  | Torre Via San Dionigi 1                 | Vigentino          |                               | 52          | 17       |                                                                     |                                                                               |                   | Residenziale         |
| 160  | Torre Via San Dionigi 2                 | Vigentino          |                               | 52          | 17       |                                                                     |                                                                               |                   | Residenziale         |
| 161  | Torre Via San Dionigi 3                 | Vigentino          |                               | 52          | 17       |                                                                     |                                                                               |                   | Residenziale         |
| 162  | Torre Via San Dionigi 4                 | Vigentino          |                               | 52          | 17       |                                                                     |                                                                               |                   | Residenziale         |
| 163  | Torre Pismonte 1                        | Vigentino          |                               | 52          | 17       |                                                                     |                                                                               |                   | Residenziale         |
| 164  | Torre Pismonte 2                        | Vigentino          |                               | 52          | 17       |                                                                     |                                                                               |                   | Residenziale         |
| 165  | Torre Pismonte 3                        | Vigentino          |                               | 52          | 17       |                                                                     |                                                                               |                   | Residenziale         |
| 166  | Torre Niguarda 1                        | Niguarda           | 1977                          | 52          | 17       |                                                                     |                                                                               |                   | Residenziale         |
| 167  | Torre Niguarda 2                        | Niguarda           | 1977                          | 52          | 17       |                                                                     |                                                                               |                   | Residenziale         |
| 168  | Torre Niguarda 3                        | Niguarda           | 1977                          | 52          | 17       |                                                                     |                                                                               |                   | Residenziale         |
| 169  | Torre Niguarda 4                        | Niguarda           | 1977                          | 52          | 17       |                                                                     |                                                                               |                   | Residenziale         |
| 170  | Torre Niguarda 5                        | Niguarda           | 1977                          | 52          | 17       |                                                                     |                                                                               |                   | Residenziale         |
| 171  | Torre Niguarda 6                        | Niguarda           | 1977                          | 52          | 17       |                                                                     |                                                                               |                   | Residenziale         |
| 172  | Best Western hotel-Blaise & Francis     | Dergano            | ?                             | 52          | 13       |                                                                     |                                                                               |                   |                      |
| 173  | Palazzo Argentina                       | Buenos Aires       | 1951                          | 52          | 13       | Piero Bottoni                                                       |                                                                               |                   | Residenziale         |
| 174  | Torre Monte Stella 1                    | Quarto Oggiaro     |                               | 52          | 16       |                                                                     |                                                                               |                   | Residenziale         |
| 175  | Torre Monte Stella 2                    | Quarto Oggiaro     |                               | 52          | 16       |                                                                     |                                                                               |                   | Residenziale         |
| 176  | Torre Monte Stella 3                    | Quarto Oggiaro     |                               | 52          | 16       |                                                                     |                                                                               |                   | Residenziale         |
| 177  | Esposizione Permanente Delle Belle Arti | Turati             | 1953                          | 52          | 14       |                                                                     |                                                                               |                   |                      |
| 178  | Triborgo                                | Bicocca            | 2022                          | 51          | 14       |                                                                     |                                                                               |                   | Residenziale         |
| 179  | V33                                     | Isola              | 2013                          | 51          | 14       |                                                                     |                                                                               |                   | Residenziale         |
| 180  | Torre ex OM 1                           | Morivione          | 2005                          | 51          | 14       |                                                                     |                                                                               |                   | Residenziale         |
| 181  | Torre ex OM 2                           | Morivione          | 2005                          | 51          | 14       |                                                                     |                                                                               |                   | Residenziale         |
| 182  | Torre via Montefeltro 4                 | Garegnano          | 2006                          | 51          | 12       |                                                                     |                                                                               |                   | Residenziale         |
| 183  | Via Omodeo 1                            | Quarto Oggiaro     | 1971                          | 50          | 16       |                                                                     |                                                                               |                   | Residenziale         |
| 184  | Via Omodeo 2                            | Quarto Oggiaro     | 1971                          | 50          | 16       |                                                                     |                                                                               |                   | Residenziale         |
| 185  | Via Omodeo 3                            | Quarto Oggiaro     | 1971                          | 50          | 16       |                                                                     |                                                                               |                   | Residenziale         |
| 186  | Via Omodeo 4                            | Quarto Oggiaro     | 1971                          | 50          | 16       |                                                                     |                                                                               |                   | Residenziale         |
| 187  | Torre ex Loro Parisini 1                | Foppette           | 2006                          | 50          | 16       |                                                                     |                                                                               |                   | Residenziale         |
| 188  | Torre ex Loro Parisini 2                | Foppette           | 2006                          | 50          | 16       |                                                                     |                                                                               |                   | Residenziale         |
| 189  | Torre ex Loro Parisini 3                | Foppette           | 2006                          | 50          | 16       |                                                                     |                                                                               |                   | Residenziale         |
| 190  | Torre Triborgo                          | Bicocca            | 2021                          | 50          | 14       |                                                                     |                                                                               |                   | Residenziale         |
| 191  | Torre via Gallarate 131                 | Garegnano          | 1958                          | 50          | 14       |                                                                     |                                                                               |                   | Residenziale         |
| 192  | Hyatt Centric Milan Centrale            | Centro Direzionale | 2019                          | 50          | 13       |                                                                     |                                                                               |                   | Hotel                |
| 193  | East UpTown 2                           | Cascina Merlata    | 2022                          | 50          | 13       |                                                                     |                                                                               |                   | Residenziale         |
| 194  | East UpTown 3                           | Cascina Merlata    | 2022                          | 50          | 13       |                                                                     |                                                                               |                   | Residenziale         |
| 195  | Torristella 2                           | Portello           | 2009                          | 50          | 13       |                                                                     |                                                                               |                   | Residenziale         |
| 196  | Via Savona 103                          | Foppette           | 2010                          | 50          | 12       |                                                                     |                                                                               |                   | Residenziale         |
| 197  | Torre Rasini                            | Porta Venezia      | 1935                          | 50          | 12       |                                                                     |                                                                               |                   | Residenziale         |
| 198  | Torre Toscana 2                         | Porta Romana       | 2012                          | 40          | 12       |                                                                     |                                                                               |                   | Residenziale         |

## Grattacieli in costruzione
Di seguito un elenco dei grattacieli,e degli edifici con un'altezza superiore alla media degli edifici della città, attualmente in costruzione a Milano, ordinati in base all'altezza.
| Pos. | Nome                         | Quartiere          | Anno | Altezza (m) | Piani   | Architetto                                        | Costruttore | Proprietario | Uso          |
| ---- | ---------------------------- | ------------------ | ---- | ----------- | ------- | ------------------------------------------------- | ----------- | ------------ | ------------ |
| 1    | Torre Faro                   | Vigentino          | 2026 | 144         | 28      | Antonio Citterio & Patricia Viel                  |             | A2A          | Ufficio      |
| 2    | CityWave (est)               | CityLife           | 2025 | 111         | 21      | Bjarke Ingels Group                               |             | Generali     | Ufficio      |
| 3    | I Portali (est)              | Centro Direzionale | 2025 | 104         | 20      | Antonio Citterio & Patricia Viel                  |             | COIMA        | Ufficio      |
| 4    | TheTris                      | Barona             | 2025 | 100         | 21      | Be.st                                             |             |              | Ufficio      |
| 5    | MI.C                         | Stazione Centrale  | 2026 | 94          | 22      | Park Associati & Michele Rossi e Filippo Pagliani |             |              | Ufficio      |
| 6    | Città Contemporanea 3.0      | Cascina Merlata    | 2024 | 83          | 24      | Antonio Citterio & Patricia Viel                  |             |              | Residenziale |
| 7    | Panorama                     | Cascina Merlata    | 2025 | 83          | 24      | Antonio Citterio & Patricia Viel                  |             |              | Residenziale |
| 8    | Syre Tower                   | San Siro           | 2025 | 80          | 22      | Marco Piva                                        |             |              | Residenziale |
| 9    | Hippodrhome                  | Lampugnano         | 2024 | 79          | 22      | Studio Beretta Associati                          |             |              | Residenziale |
| 10   | Park Towers 1                | Feltre             | 2024 | 77          | 22      | Asti Architetti                                   |             |              | Residenziale |
| 11   | I Portali (ovest)            | Centro Direzionale | 2025 | 67          | 11      | Antonio Citterio & Patricia Viel                  |             | COIMA        | Ufficio      |
| 12   | Torre Snam                   | Vigentino          | 2025 | 61          | 14      | Piuarch                                           |             | Snam         | Ufficio      |
| 13   | CityWave (ovest)             | CityLife           | 2025 | 61          | 10      | Bjarke Ingels Group                               |             | Generali     | Hotel        |
| 14   | Via Adamello, 10             | Vigentino          | 2024 | 60          | 15      | Arassociati                                       |             |              | Residenziale |
| 15   | Zenith                       | MIND               | 2026 | 56          | 12      | Piuarch e Waugh Thistleton Architects             |             |              | Ufficio      |
| 16   | Park Towers 2                | Feltre             | 2024 | 55          | 15      | Asti Architetti                                   |             |              | Residenziale |
| 17   | Torri residenziali Seimilano | Sella Nuova        | 2025 | ?           | 22 / 20 | Mario Cucinella Architects                        |             |              | Residenziale |

## Grattacieli proposti o in progetto
Elenco di grattacieli proposti o in fase di progettazione.
| Pos. | Nome                          | Quartiere       | Anno | Altezza (m) | Piani | Architetto        | Proprietario                | Uso          | Stato       |
| ---- | ----------------------------- | --------------- | ---- | ----------- | ----- | ----------------- | --------------------------- | ------------ | ----------- |
| 1    | Palazzo sistema               | Isola           | 2028 | 123         | 26    | Park Associati    | Regione Lombardia           | Ufficio      | Approvato   |
| 2    | Torre Valtellina              | Scalo Farini    | ?    | 117         | 25    | 3XN               | COIMA                       | Ufficio      | Proposto    |
| 3    | Hotel Scarampo                | Portello        | 2025 | 110         | 21    | Michele De Lucchi |                             | Hotel        | Approvato   |
| 4    | Torre Futura                  | San Rocco       | ?    | 90          | 22    | Scandurra studio  |                             | Residenziale | Proposto    |
| 5    | Torre Womb                    | Porta Nuova     | ?    | 88          | 15    | Labics            | Reale Mutua                 | Ufficio      | Approvato   |
| 6    | Torre via Gallarate 265       | Gallaratese     | ?    | 83          | 22    | ?                 |                             | Residenziale | In progetto |
| 7    | Inspire UpTown 1              | Cascina Merlata | 2026 | 82          | 24    | MAB               |                             | Residenziale | Proposto    |
| 8    | Torre via Grassi 93           | Roserio         | ?    | 80          | 22    | Andrea Brugnara   |                             | Residenziale | Proposto    |
| 9    | Torre di Piazzale Lugano      | Ghisolfa        | ?    | 77          | 14    | One Works         | Europa gestioni immobiliari | Ufficio      | Approvato   |
| 10   | Torre via Ruggeri             | Feltre          | ?    | 75          | 21    | Arassociati       |                             | Residenziale | Proposto    |
| 11   | West Gate Living              | MIND            | 2024 | ~70         | 20    |                   |                             | Residenziale | Approvato   |
| 12   | Torre Via Patroclo            | San Siro        | ?    | 70          | 18    | Scandurra studio  |                             | Residenziale | Proposto    |
| 13   | Inspire UpTown 2              | Cascina Merlata | 2026 | 67          | 19    | MAB               |                             | Residenziale | Proposto    |
| 14   | Edificio Human Technopole     | MIND            | 2025 | 61          | 11    | Piuarch           | Human Technopole            | Ufficio      | Approvato   |
| 15   | Torre ex Garage delle Nazioni | Centro Storico  | ?    | 56          | 14    | ?                 |                             | Hotel        | Proposto    |
| 16   | Torre Palizzi                 | Musocco         | ?    | ?           | 19    | Studio Spagna     |                             | Residenziale | Approvato   |
| 17   | The Rox                       | Isola           | ?    | ?           | 14    | Be.St             |                             | Residenziale | Approvato   |

## Progetti futuri
Futuri grattacieli potrebbero sorgere negli scali riqualificati, quali Farini e Romana. Nella zona del Portello è in progetto una torre residenziale di più di 20 piani, lo sviluppatore è Artisa. Nel 2022 sono stati presentati da Unipol 5 progetti per la riqualificazione di un complesso per uffici in via Murat, che includono una torre a uso residenziale di oltre 20 piani.

## Progetti cancellati
- Pirellino: A marzo 2025, la società Coima, responsabile del progetto, ha comunicato una semplificazione del piano originale, che ha portato alla cancellazione della Torre Botanica (alta 115 metri) di Stefano Boeri e del Ponte Serra. Questa decisione è stata presa per evitare ulteriori ritardi, anche a causa di contenziosi con il Comune di Milano.
- San Siro: per costruire il nuovo stadio di San Siro sono stati presentati due progetti, che comprendevano ulteriori edificazioni vicino ad esso. In uno dei due progetti (quello di Populous) era previsto anche un grattacielo alto 152 m e 29 piani[47], ma è stato cancellato dopo che la Giunta Comunale ha ridotto l'edificabilità a 0,35 m³/m², mentre le due squadre di calcio meneghine prevedevano uno 0,60.[48]
- Milanofiori 2000: articolato nelle zone nord e sud, porterà alla creazione di due ampi lotti a uso terziario e residenziale. Inizialmente era prevista una costruzione verticale e il Landmark "Milanone" per 212 metri, ma in seguito il progetto dei due grattacieli è stato accantonato.
- Nuova sede del Consiglio regionale: il presidente del Consiglio regionale della Lombardia, Raffaele Cattaneo, aveva espresso la necessità di trovare una nuova sede per il Consiglio regionale qualora il Pirellone fosse stato occupato dall'EMA, dove attualmente è ubicato, e non ne ha escluso la realizzazione in futuro.[49]
- Area Portello: nell'area occupata precedentemente dagli stabilimenti dell'Alfa Romeo è in atto un importante progetto di riqualificazione che si allaccerà alla zona Fiera. Il comune aveva più volte espresso l'interesse per un ambizioso progetto con un'ipotetica torre iconica. Il comune sta cercando un nuovo sviluppatore a seguito delle idee scartate del gruppo Vitali.[50][51]
- Progetto Porta Nuova: dell'originale progetto di riqualificazione sono stati cancellati due progetti: il primo è l'Hotel Gilli, edificio di circa 90 metri d'altezza che sarebbe dovuto sorgere nel lotto su cui ora svetta la torre UnipolSai, e avrebbe disposto di 180 suite e una spa dedicata; il secondo è il grattacielo che sarebbe stato costruito per riunire gli uffici del comune, sviluppato su 35 piani e con un edificio a ponte sopra via Melchiorre Gioia, che sarebbe sorto dove adesso sono in costruzione gli edifici Gioia 20 est e ovest.
- Torre delle Arti: nel 2007 venne approvato il progetto della torre residenziale di 23 piani e 94 metri di altezza che sarebbe dovuta sorgere in via Principe Eugenio, zona Bullona. La posa della prima pietra è avvenuta in presenza di Arnaldo Pomodoro ma nel 2009 la società che finanziava il progetto fallì. Così la torre non venne mai costruita e al suo posto sarà costruito un edificio più basso in linea con gli altri nella via.[52]
- CityLife: verso piazza Arduino era programmata la costruzione di una torre denominata Park Tower, progettata dallo studio Libeskind, dall'altezza di circa 130 metri. È stata cancellata a seguito della crisi economica tra il 2009 e il 2010.

## Progetti sospesi
L'unico cantiere sospeso a Milano è quello del Business Hotel Stephenson. La torre, alta 60 metri e composta di 13 piani, è arrivata alla massima altezza ma ne è stato completato solo lo scheletro in calcestruzzo. Al 2021 il cantiere, insieme alla gru, risulta in stato di abbandono senza visibili progressi.